# Hovadelium bremeri
Hovadelium bremeri is een keversoort uit de familie zwartlijven (Tenebrionidae). De wetenschappelijke naam van de soort is voor het eerst geldig gepubliceerd in 2013 door Schawaller.